# ميخائيل مادسن
ميخائيل مادسن (بالدنماركية: Michael Madsen)‏ هو لاعب كرة قدم دنماركي في مركز الدفاع، ولد في 24 يناير 1974 في فريدريكسبرغ في الدنمارك. لعب مع نادي باري ونادي فولفسبورغ ونادي لينغبي ونادي نوردشيلاند ونادي هيليراب.

## وصلات خارجية
- ميخائيل مادسن على موقع قاعدة بيانات كرة القدم.إي يو (الإنجليزية)
- ميخائيل مادسن على موقع بيانات كرة القدم. دي إي (الألمانية)
- ميخائيل مادسن على موقع عالم كرة القدم.نت (الإنجليزية)